# 柄锈菌纲
柄锈菌纲（学名：Pucciniomycetes），以前曾称为锈菌纲（Urediniomycetes），是担子菌门柄锈菌亚门下一個真菌的纲。此纲包含5个目、21个科、190个属、8016个物种。该纲下有一些重要的植物病原体的锈菌。

## 特徵
柄锈菌纲物種無法產生出擔子果。

## 分類
- 卷担子菌目（Helicobasidiales）
- 霜杯耳目（Pachnocybales）
- 泛胶耳目（Platygloeales）
- 柄锈菌目（Pucciniales）
- 隔担菌目（Septobasidiales）

## 外部連結
- 維基物種上的相關：柄锈菌纲